# Gold Center

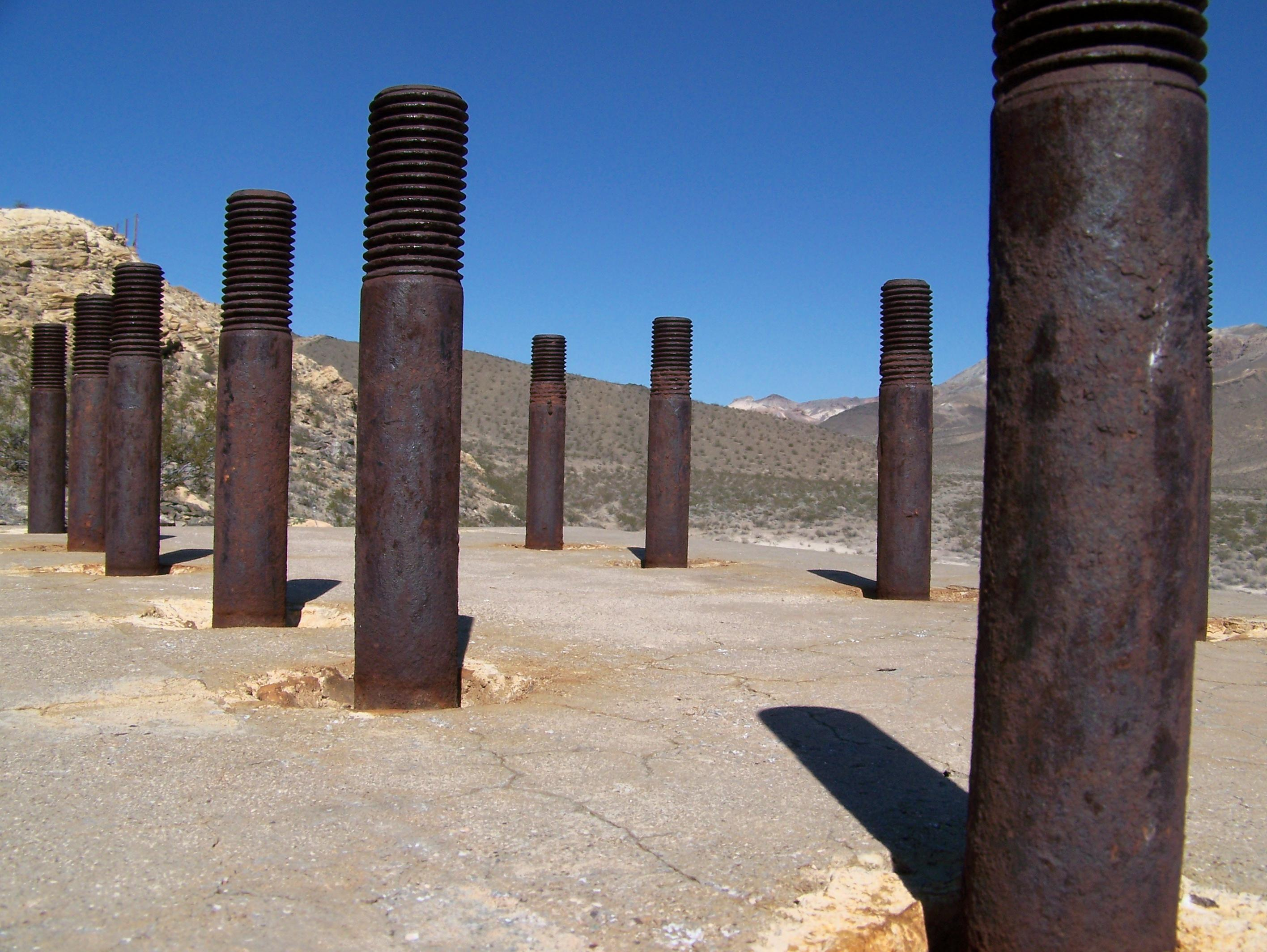
Estruturas de uma fábrica, Gold Center, Nevada

Gold Center é uma cidade fantasma e uma comunidade não incorporada no condado de Nye, estado do Nevada, Estados Unidos. Foi uma antiga cidade mineira, situada no Bullfrog Mining District a sul de Tonopah, capital do condado.

## História
A cidade foi fundada em dezembro de 1904 e com estação de correios em 21 de janeiro de 1905. A origem do nome da cidade é um mistério porque não era o centro de nada e não tinha ouro. A localização da localidade era ideal e por isso estava na rota de diligências para Rhyolite e Beatty. Tinha ainda a vantagem de estar próxima do Rio Amargosa, permitindo o fornecimento de água para beber e para abastecer dois engenhos mineiros e uma fábrica de gelo. Gold Center também vendia água a Rhyolite e Carrara. Em 1907, Gold Center atingiu o pico. Nessa altura, a cidade tinha uma estação de correios, um hotel, um banco, agências corretoras, vários tipo de lojas e saloons. Nesse ano, começou a ser publicado um jornal. As linhas férreas Tonopah and Tidewater Railroad, o Las Vegas & Tonopah Railroad e o Bullfrog Goldfield Railroad passavam todas por Gold Center. Gold Center teve também a primeira fábrica de cerveja na área foi edificada no subterrâneo para manter uma temperatura fresca. Quando, nas proximidades Rhyolitecomeçou a declinar nos fins de 1908, Gold Center também começou a desvanecer o seu crescimento. Nos inícios de 1911, a população declinou para apenas 25 habitantes.Quando aquelas linhas férreas deixaram de passar por Gold Center em 1918–1919, foi o princípio do fim da localidade.

## Atualidade
Hoje restam poucos vestígios da cidade, a não ser as fundações da antiga fábrica, um tanque para o cianeto e secções da linha de água que corria entre Gold Center e Carrara. Em 22 de janeiro de 2011, uma nova vida foi dada à área quando foi aberto um bordel perto de Gold Center.